# Balak (Armenia)
Balak (o Balak’, in armeno Բալաք) è un comune dell'Armenia, precisamente della provincia di Syunik; nel 2010, ovvero nell'ultimo censimento, si contavano 213 abitanti.